# Osiedle Henryka Sienkiewicza (Łuków)
Osiedle Henryka Sienkiewicza – osiedle bloków mieszkalnych położone w Łukowie, w południowej części miasta. Zostało zbudowane w latach 1983–1992. Jest zarządzane przez Łukowską Spółdzielnię Mieszkaniową.